# Chickasaw (Sprache)
Das Chickasaw oder Chikashsha (von den Chickasaw Chikashshanompa - „Sprache der Chickashsha“ genannt) (deutsch veraltet Tschikasa) ist eine nordamerikanische Indianersprache von der Sprachfamilie der Muskogee-Sprachen. Sie ist agglutinierend und folgt dem Muster Subjekt-Objekt-Verb. Die Sprache ist nah verwandt mit dem Choctaw und wird gegenseitig meist verstanden, wenn auch nicht immer. Chickasaw wird vom Volk der Chickasaw gesprochen, die heute in Südost-Oklahoma um die Stadt Ada (Oklahoma) leben.

## Laute

### Konsonanten
Das Chikasha hat 16 Konsonanten. In der Tabelle unten werden die Konsonanten in Orthographie geschrieben. Die phonetische Umschreibung jedes Konsonanten ist im Internationalen Phonetischen Alphabet (IPA) rechts von jedem orthographischen Buchstaben geschrieben, wenn die Orthographie vom IPA-Symbol abweicht.
|                 | Labial        | Labial              | Alveolar            | Alveolar | Post- alveolar | Velar | Glottal |
| Bilabial        | Labio- dental | Zentraler Konsonant | Lateraler Konsonant |          | Post- alveolar | Velar | Glottal |
| Verschlusslaute | p b           |                     | t                   |          |                | k     | ' [ʔ]   |
| Affrikaten      |               |                     |                     |          | ch [ʧ]         |       |         |
| Frikative       |               | f                   | s                   | lh [ɬ]   | sh [ʃ]         |       | h       |
| Nasale          | m             |                     | n                   |          |                |       |         |
| Approximanten   | w             |                     |                     | l        | y [j]          |       |         |

- w ist labiovelar.
- stimmlose Verschlusslaute p, t, k sind Hauchlaute [pʰ, tʰ, kʰ], besonders am Wortanfang.

### Vokale
Das Chikasha hat 9 Vokale:
|                     | vorne           | vorne            | vorne       |                 |                  |             | hinten          | hinten           | hinten |
| kurz (oral)         | lang, Oralvokal | lang, Nasalvokal | kurz (oral) | lang, Oralvokal | lang, Nasalvokal | kurz (oral) | lang, Oralvokal | lang, Nasalvokal |        |
| Geschlossener Vokal | i               | ii [iː]          | i̱ [ĩː]      |                 |                  |             | o               | oo [oː]          | o̱ [õː] |
| Offener Vokal       |                 |                  |             | a               | aa [aː]          | a̱ [ãː]      |                 |                  |        |

Die Chikasha-Vokale unterscheiden sich in ihrer Länge und ihrer Nasalität. Kurze Vokale werden zentralisiert: das kurze„i“ ist phonetisch [ɪ], das kurze o ist phonetisch [o̟] und das kurze a ist phonetisch [ə].
Kurze Vokale werden phonetisch auch verlängert, wenn sie in der zweiten Silbe als eine Sequenz mehrerer offener Silben vorkommen. So ist zum Beispiel das Wort sahashaa phonetisch [sahaˑʃaː]. Der verlängerte Kurzvokal liegt in seiner Länge normalerweise zwischen einem Kurz- und einem Langvokal. Allerdings variiert die phonetische Ausführung mit den verschiedenen Sprechern und auch mit dem phonetischen Umfeld. Die Verlängerung geschieht niemals am Wortende und ist ferner durch bestimmte morphologische Kriterien eingeschränkt (Gordon et al., 2000).

## Grammatik

### Verb

#### Pronominale Affixe
Verben (z. B. Subjekt, Direktes Objekt, Indirektes Objekt) werden durch pronominale Affixe (Präfixe und Suffixe) bezeichnet, die zum Verb addiert werden. Die pronominalen Affixe werden an Numerus und Person angeglichen.
Das Chikasha hat ein Aktiv-Stativ-Pronominales System mit zwei Basis-Serien von Pronomina: einer aktiven Serie (I) und einer stativen Serie (II). Zusätzlich besitzt das Chikasha dative (III), negative (N) und reziproke (IR) Serien.
Die aktive Serie wird für aktive intransitive Subjekte und aktive transitive Subjekte verwendet. Die aktive Serie wird in der folgenden Tabelle dargestellt:
|           | Singular | Plural    |
| --------- | -------- | --------- |
| 1. Person | -li      | il- / ii- |
| 2. Person | ish-     | hash-     |
| 3. Person | -        | -         |

In der 3. Person fehlt ein Affix und normalerweise wird nicht zwischen Singular und Plural unterschieden. Das Affix der 1. Person Singular ist ein Suffix, während die anderen Affixe Präfixe sind. Die 1. Person Plural hat zwei Formen: il- das vor Vokalen verwendet wird und ii- das vor Konsonanten verwendet wird — deshalb il-iyya„wir gehen“, ii-malli„wir springen“. Ein Beispiel des Verbs malli„springen“ ist unten dargestellt (mit den pronominalen Affixen unterstrichen):
|           | Singular                                 | Singular                                 | Plural                                   | Plural                                   |
| --------- | ---------------------------------------- | ---------------------------------------- | ---------------------------------------- | ---------------------------------------- |
| 1. Person | mallili                                  | „ich springe“                            | iimalli                                  | „wir springen“                           |
| 2. Person | ishmalli                                 | „du springst“                            | hashmalli                                | „ihr springt“                            |
| 3. Person | malli „er, sie, es springt/sie springen“ | malli „er, sie, es springt/sie springen“ | malli „er, sie, es springt/sie springen“ | malli „er, sie, es springt/sie springen“ |

Die Stativ-Serie (II) steht im Folgenden. Diese Serie wird verwendet, um intransitive Stativ-Subjekte und direkte Stativ-Objekte anzuzeigen:
|           | Singular | Plural |
| --------- | -------- | ------ |
| 1. Person | sa-      | po-    |
| 2. Person | chi-     | hachi- |
| 3. Person | -        | -      |

Beispiel mit intransitiven Stativ-Subjekten, lhinko„dick sein“:
|           | Singular                                    | Singular                                    | Plural                                      | Plural                                      |
| --------- | ------------------------------------------- | ------------------------------------------- | ------------------------------------------- | ------------------------------------------- |
| 1. Person | salhinko                                    | „ich bin dick“                              | polhinko                                    | „wir sind dick“                             |
| 2. Person | chilhinko                                   | „du bist dick“                              | hachilhinko                                 | „ihr seid dick“                             |
| 3. Person | lhinko „er, sie, es ist dick/sie sind dick“ | lhinko „er, sie, es ist dick/sie sind dick“ | lhinko „er, sie, es ist dick/sie sind dick“ | lhinko „er, sie, es ist dick/sie sind dick“ |

Beispiel mit direkten Objekten, pisa„(jemanden) anschauen“ (das Subjekt in dem Paradigmus im Folgenden ist markiert, da es in der 3. Person ist):
|           | Singular                                  | Singular                                  | Plural                                    | Plural                                    |
| --------- | ----------------------------------------- | ----------------------------------------- | ----------------------------------------- | ----------------------------------------- |
| 1. Person | sapisa                                    | „er, sie, es schaut mich an“              | popisa                                    | „er, sie, es schaut uns an“               |
| 2. Person | chipisa                                   | „er, sie, es schaut dich an“              | hachipisa                                 | „er, sie, es schaut euch an“              |
| 3. Person | pisa „er, sie, es schaut ihn, sie, es an“ | pisa „er, sie, es schaut ihn, sie, es an“ | pisa „er, sie, es schaut ihn, sie, es an“ | pisa „er, sie, es schaut ihn, sie, es an“ |

Aktiv- und Stativ-Affixe können gemeinsam vorkommen, wenn nämlich das Aktiv-Affix das aktive Subjekt und das Stativ-Affix das direkte Objekt bezeichnet. Aktiv-Präfixe kommen vor Stativ-Präfixen. Wenn ish-„Aktiv 2. Person Singular“ vor sa-„Stativ 1. Person Singular“ kommt, resultiert issa- (das sh Assimilation zu s). Ebenso resultiert hash-„Aktiv 2. Person Plural“ + sa- als hassa-. Der volle Paradigmus von pisa„anschauen“ unten:
| Verbform    | Translation                     | Morphemsegmentation |
| ----------- | ------------------------------- | ------------------- |
| hachipisali | „Ich schaue euch an“            | hachi-pisa-li       |
| pisali      | „I schaue sie (Singular) an“    | pisa-li             |
| iichipisa   | „wir schauen dich an“           | ii-chi-pisa         |
| iihachipisa | „wir schauen euch an“           | ii-hachi-pisa       |
| iipisa      | „wir schauen sie (Singular) an“ | ii-pisa             |
| issapisa    | „du schaust mich an“            | ish-sa-pisa         |
| ishpopisa   | „du schaust uns an“             | ish-po-pisa         |
| ishpisa     | „du schaust sie (Singular) an“  | ish-pisa            |
| hassapisa   | „ihr schaut mich an“            | hash-sa-pisa        |
| hashpopisa  | „ihr schaut uns an“             | hash-po-pisa        |
| hashpisa    | „ihr schaut sie (Singular) an“  | hash-pisa           |
| sapisa      | „sie schaut mich an“            | sa-pisa             |
| popisa      | „sie schaut uns an“             | po-pisa             |
| chipisa     | „sie schaut dich an“            | chi-pisa            |
| hachipisa   | „sie schaut euch an“            | hachi-pisa          |
| pisa        | „sie schaut sie (Singular) an“  | pisa                |

#### Verbgrade
- Verbgrade (Gemination, Epenthese)

|  |  | foyopa    | 'atmen'                                                         |
|  |  | fóyyo'pa  | 'ein Zeichen des Einverständnisses geben'                       |
|  |  | foyohómpa | 'geatmet werden' (Verlaufsform)                                 |
|  |  | foyámpa   | ‚atmen‘ (Verlaufsform) (zur selben Zeit wie eine andere Aktion) |